# マグニフィセント (空母)
マグニフィセント (HMCS Magnificent) は、カナダ海軍の航空母艦。元はイギリス海軍のマジェスティック級航空母艦であった。

## 艦歴
マグニフィセントはマジェスティック級航空母艦の3番艦として1943年7月29日にハーランド・アンド・ウルフ社で起工した。1944年11月16日に進水したが、カナダ海軍がウォリアー (HMCS Warrior) に代わる艦として購入し、1948年に就役した。「マギー Maggie」の愛称で呼ばれたマグニフィセントは様々な用途に使用され、固定翼機および回転翼機の両方が運用された。運用機種にはフェアリー ファイアフライおよびホーカー シーフューリーが含まれた。
1949年3月20日、カリブ海での艦隊演習中にマグニフィセントの航空要員32名が、様々な苦情を申し立てて抗議するため、命令を拒否した。艦長はこの事態を解決するため慎重に対処し、不満を持つ乗組員たちとの非公式な対話を行った。そして「反乱」の用語を使用しないように注意深く言葉を選んだ。ほぼ同時期に、中国の南京にあるCr級駆逐艦クレセント、メキシコのマンサニヨにあるトライバル級駆逐艦アサバスカンでも同様の事件が発生した。両艦の艦長はマグニフィセントの艦長と同様の対処を行った。
マグニフィセントの最後の任務はスエズ危機時に、カナダの平和維持軍をエジプトに輸送することであった。甲板上には車両が搭載された。
マグニフィセントは1956年にカナダ海軍を退役し、翌年イギリス海軍に返還、予備役に置かれた。その後1965年にイギリス海軍を除籍された。マグニフィセントの後継としてボナヴェンチャー (HMCS Bonaventure) がその任を継いだ。